# Good Days
Good Days è un singolo della cantautrice statunitense SZA, pubblicato il 25 dicembre 2020 come primo estratto dal secondo album in studio SOS.

## Descrizione
Il singolo, prodotto da Los Hendrix, Nascent e Carter Lang, è stato scritto dalla cantante assieme a Los Hendrix, Christopher Ruelas, Carter Lang e Jacob Collier, che collabora anche vocalmente alla canzone.

## Pubblicazione
Pubblicata il giorno di Natale, la canzone è stata ascoltata parzialmente dai fan per la prima volta il 15 luglio 2020, tramite il profilo Instagram di SZA. Un'anteprima della traccia è stata anche inclusa al termine del video musicale del precedente singolo Hit Different, pubblicato nel settembre 2020.

## Video musicale
Il video musicale, diretto dall'interprete stessa, è stato reso disponibile su YouTube il 5 marzo 2021 ed è caratterizzato dalla presenza di riferimenti ai film Alice nel Paese delle Meraviglie e La bella e la bestia. È stato candidato agli MTV Video Music Awards come Miglior video R&B. Terminata la musica di Good Days il video cambia location e la scena si apre con SZA che balla su una palo da pole dance nel bel mezzo di una stazione di servizio completamente vuota. La cantante balla e si muove sulle note di uno snippet di un minuto di quella che poi SZA avrebbe rivelato intitolarsi Shirt, la quale è stata poi, in seguito al grande successo ottenuto sulla piattaforma social TikTok, pubblicata nell'ottobre 2022 come terzo singolo estratto dall'album SOS.

## Tracce
Testi di Solána Imani Rowe, musiche di Carter Lang, Carlos Núñez, Jacob Collier e Christopher Ruelas.
1. Good Days – 4:41

## Formazione
- SZA – voce
- Carter Lang – produzione
- Nascent – produzione
- LosHendrix – produzione
- Rob Bisel – produzione vocale, registrazione
- Shawn Everett – missaggio, mastering

## Successo commerciale
In madrepatria Good Days ha raggiunto la 10ª posizione della Billboard Hot 100 nella pubblicazione del 23 gennaio 2021, segnando la prima top ten da solista della cantante e la terza in totale. Durante la settimana è stata riprodotta 20,1 milioni di volte, ha distribuito 3 000 copie e ha inoltre raggiunto 2,1 milioni di ascoltatori via radio. Due settimane dopo ha raggiunto il suo picco al numero 9.
Nella Official Singles Chart britannica, dopo aver debuttato al 98º posto, il brano è approdato alla 28ª posizione con 10 193 unità, divenendo la terza top fourty della cantante. Nella sua terza settimana ha incrementato le sue vendite del 70%, salendo al numero 14 e regalando a SZA la sua terza top twenty. Il suo picco finale, al 13º posto, lo ha raggiunto due settimane più tardi.
Nella Irish Singles Chart il singolo ha raggiunto l'8ª posizione, diventando la prima top ten da solista di SZA. Anche in Australia è diventata la prima top ten della cantante senza l'ausilio di altri artisti, piazzandosi alla 7ª posizione.

## Classifiche

### Classifiche settimanali
| Classifica (2021) | Posizione massima |
| ----------------- | ----------------- |
| Australia         | 7                 |
| Austria           | 73                |
| Belgio (Fiandre)  | 51                |
| Belgio (Vallonia) | 92                |
| Canada            | 12                |
| Danimarca         | 24                |
| Francia           | 174               |
| Grecia            | 16                |
| Irlanda           | 8                 |
| Islanda           | 14                |
| Lituania          | 10                |
| Malaysia          | 8                 |
| Norvegia          | 15                |
| Nuova Zelanda     | 3                 |
| Paesi Bassi       | 39                |
| Portogallo        | 30                |
| Regno Unito       | 13                |
| Singapore         | 8                 |
| Slovacchia        | 56                |
| Stati Uniti       | 9                 |
| Svezia            | 26                |
| Svizzera          | 39                |

### Classifiche di fine anno
| Classifica (2021) | Posizione |
| ----------------- | --------- |
| Australia         | 36        |
| Canada            | 67        |
| Islanda           | 42        |
| Nuova Zelanda     | 24        |
| Portogallo        | 157       |
| Regno Unito       | 90        |
| Stati Uniti       | 52        |

## Riconoscimenti
- Pitchfork[44] – 20ª posizione tra le 100 migliori canzoni del 2021
- Grammy Awards[45]
  - 2022 – Candidatura alla Miglior canzone R&B
- MTV Video Music Awards[46]
  - 2021 – Candidatura al Miglior video R&B